# Porolithon
Porolithon Foslie, 1909  é o nome botânico  de um gênero de algas vermelhas pluricelulares da família Corallinaceae, subfamília Corallinaceae.

## Espécies
Apresenta 9 espécies taxonomicamente válidas, entre elas:
- Porolithon aequinoctiale Foslie 1909
- Lista completa